# エリベルトン・パラシオス
エリベルトン・パラシオス・サパタ (Helibelton Palacios Zapata, 1993年6月11日 - ) は、コロンビア・カウカ県サンタンデール・デ・キリチャオ出身のサッカー選手。ポジションはDF。

## クラブ経歴
2011年にデポルティーボ・カリのトップチームに昇格。9月14日のリオネグロ・アギラス戦でプロデビュー。以降先発に定着。2014年はラ・エキダにローン移籍でプレー。2015年シーズンは前期リーグで優勝すらなど、主力選手として活躍した。
2017年1月7日、クラブ・ブルッヘと2020年までの契約を締結。2016-17シーズンは途中加入ながらリーグ戦11試合で起用。翌2017-18シーズンはリーグ優勝を経験するも、自身は5試合の出場で終了。シーズン終了後にアトレティコ・ナシオナルに移籍し、母国復帰。2020年シーズンまでプレーした。
2021年2月4日、エルチェCFと契約した。

## 代表経歴
2013年にトルコで開催された2013 FIFA U-20ワールドカップに、U-20コロンビア代表で出場。2015年9月にフル代表初招集。同年11月17日の2018 FIFAワールドカップ・南米予選のアルゼンチン戦でフル代表初出場。2016年にはリオデジャネイロオリンピックに出場。しかし、2018 FIFAワールドカップは招集外に終わった。

## タイトル

### クラブ
クラブ・ブルッヘ
- ジュピラー・プロ・リーグ : 1回 (2017-18)